# Kellenhusen
Kellenhusen è un comune di 1 197 abitanti dello Schleswig-Holstein, in Germania.
Appartiene al circondario dell'Holstein Orientale (targa OH) ed è indipendente delle comunità amministrative (Amt).